# William Frederick Denning
William Frederick Denning, britanski astronom, * 25. november 1848, † 9. junij 1931.
1. 1 2  SNAC — 2010.